# A Versailles-i kastély (film)
A Versailles-i kastély, eredeti francia nyelvű címe Si Versailles m’était conté…, az eredeti cím értelmét jobban visszaadó alternatív címe: Ha Versailles mesélni tudna…, egy 1954-ben bemutatott francia történelmi film, amely Franciaország történelmének egy szakaszát mutatja be dióhéjben, a Versailles-i kastély építésétől a 20. század elejéig. A történet az egyes korszakok ismert személyiségeit vonultatja fel rövid jelenetek, élőképek sorozatában, számos ironikus, vígjátéki elemmel színesítve. A film leghangsúlyosabb alakja a palota építtetője, XIV. Lajos király, őt ifjúként Georges Marchal, meglett férfiként maga a rendező, Sacha Guitry alakítja. Guitry egyben a film (francia nyelvű) narrátora is. A híres zárójelenetben a versailles-i kastélypark nagy lépcsőin levonul az összes kosztümös szereplő, élén XIV. Lajos királlyal. A filmet 1990 után több magyar televízió is sugározta eredeti francia nyelven, magyar feliratokkal. Magyarországi mozibemutatóról, magyar szinkronról nincs információ.

## Tartalom
A 17. század elején IV. Henrik francia király a kisfiával, Lajos dauphin-nel együtt Párizs közelében lovagolva vonzó, de ismeretlen tájra érkezik. Egy paraszttól megtudja, hogy a vidék neve „Versailles”. Évekkel később a felnőtt Lajos, már XIII. Lajos királyként megvásárolja a területet és kis vadászkastélyt építtet rajta. Az ő kisfia, a jövendő XIV. Lajos már ekkor kijelenti, hogy ez a ház neki túl szűk.
1660-ban az ifjú XIV. Lajos király utasítást ad építészeinek, Le Brun-nek és Le Nôtre-nak apja vadászkastélyának kibővítésére, a „Napkirály” imázsához méltó palota építésére, figyelmen kívül hagyva főminiszterének, Mazarin bíborosnak és pénzügyminiszterének, Colbert-nek financiális aggályait. 1660-ban Mazarin bíboros üzletet ajánl a bizalmatlan Lajosnak: ha a király a birodalom érdekében hajlandó lemondani szerelméről, Maria Manciniről,  és feleségül veszi Mária Terézia spanyol infánsnőt, akkor cserébe ő hajlandó meghalni három napon belül. (Ígéretét 1661-ben valóban teljesíti is).
A folyamatosan készülő, bővülő palotába beköltözik a király és udvartartása. XIV. Lajos a saját kezébe veszi a kormányzást, közli minisztereivel, hogy már nincs rájuk szüksége. A kastélyparkban fényes ünnepségek zajlanak, a vendégeket gondolákon szállítják, a bokrok között frivol randevúk esnek. Zajlanak az udvari intrikák, megjelennek a fiatal király egymást követő hivatalos szeretői, Fontanges kisasszony, akit a befolyásos Madame de Montespan vált. Férjét, a méltatlankodó Montespan grófot a király gazdag búcsúajándékkal némítja el. A királyi had a fényes kastély udvaráról indul győzelmes hadjáratokra. Egy fiatal gárdatiszt d’Artagnan néven mutatkozik be. Neve hallatán egy filmsztárt megillető elismerés morajlik fel az udvari népből.

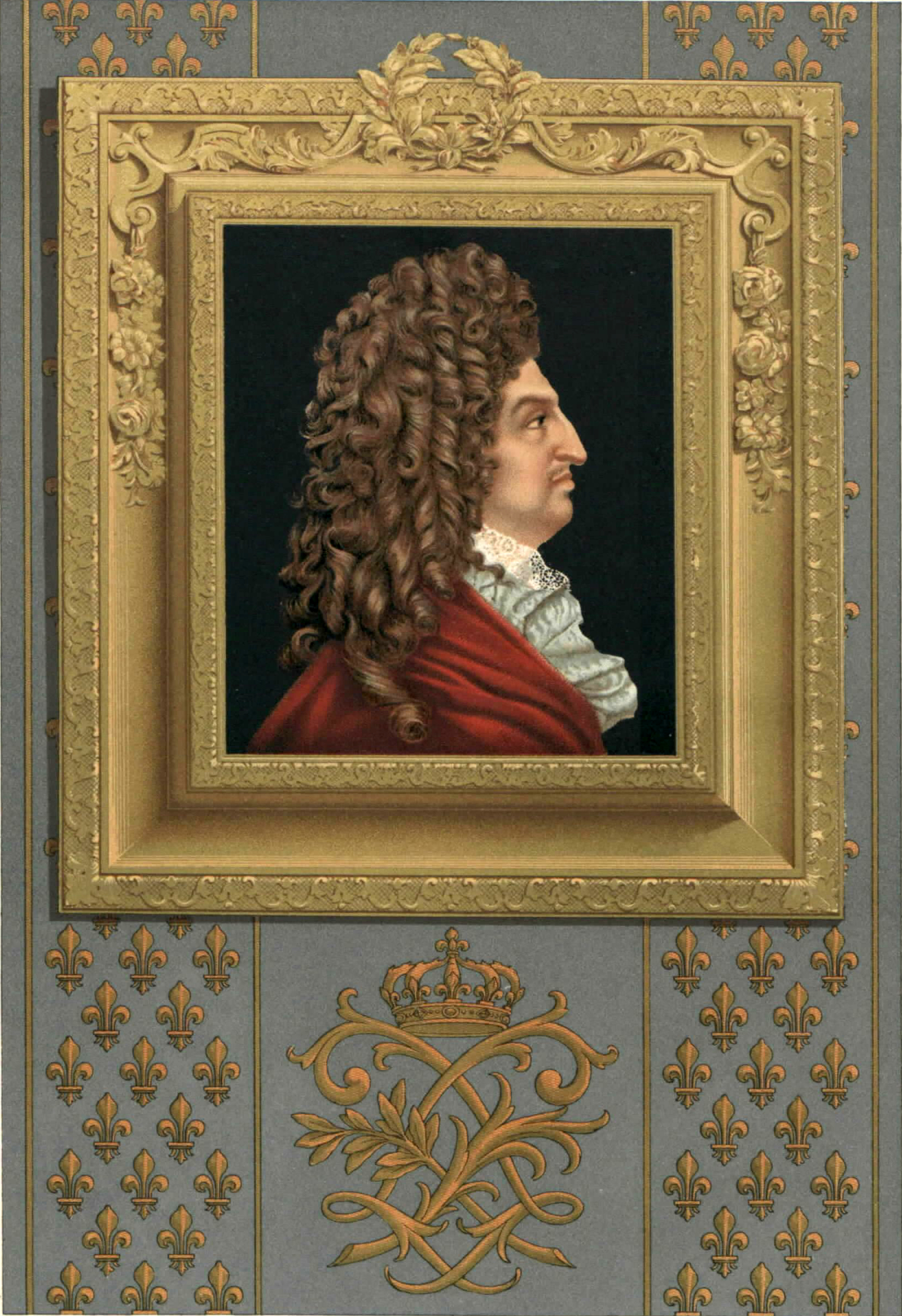
A portré, amelynek láttán a filmbéli, öregedő király már csak lemondóan legyint…

Telnek az évek, az uralkodás gondjai és a spanyol örökösödési háborúban elszenvedett vereségek miatt a király megfáradt öregemberré válik (Guitry). Kiderül a „méregkeverő nők ügye”, a kegyvesztett Montespant száműzik, a király viszonyt létesít gyermekeinek nevelőnőjével, Françoise d’Aubigné-val, a későbbi Madame de Maintenonnal, aki szigorú katolikusként véget vet a mulatozások világának. A költekezések miatt a királyt népe meggyűlöli, és amikor meghal, testét titokban, éjszaka csempészik ki az általa épített palotából.
A Napkirály dédunokája, XV. Lajos (Jean Marais) nem törődik a kormányzással. Szeretője, Madame de Pompadour (Micheline Presle) beleszól az államügyekbe. Az udvarban felvonulnak az irodalom és kultúra neves alakjai, a felvilágosodás filozófusai, szerencsevadászok és kalandorok. Pompadour márkiné egy ilyen illusztris asztaltársaságra mutatva így nyilatkozik a kamerának: „Úgy látom, így együtt, mi vagyunk Franciaország.” 1774-ben, amikor XV. Lajos meghal fekete himlőben, mindenki elmenekül, a kastély egy időre kiürül.
A fiatal XVI. Lajos trónra lépését eleinte kedvezően fogadja a közvélemény. Az idők azonban kezdenek változni. Marie Antoinette királyné udvarhölgyeivel a Kis-Trianon palota kertjében parasztlányt játszik, tehenet fej. A költekezés folytatódik, Vergennes külügyminiszter a kalandor Beaumarchais-n keresztül pénzzel és fegyverekkel támogatja az amerikai felkelőket, akik a Brit Birodalom ellen harcolnak függetlenségükért. Az Egyesült Államok követe, a kopasz Benjamin Franklin (Orson Welles) elhajítja parókáját, amikor Franciaországba, „az Igazság hazájába” érkezik.
Az új eszmék gyengítik a királyi hatalmat, a nép lázong. Böhmer ékszerész csodálatos gyémántos nyakéket kínál a királynénak. Szemfüles szélhámosok kihasználják a királyné szerelméért epekedő Rohan bíboros hiszékenységét. Marie Antoinette nevében éjszakai randevúra hívják a bíborost, ahol egy felfogadott hasonmás-nő szerelmet ígér neki, bizalmas közvetítőkön keresztül megveszi számára az ékszert. Rohan lépre megy, megrendeli a nyakéket, amely azonban sosem jut el a királynéhoz, a szélhámosok ellopják. A csalás kiderül, a szélhámosok elmenekülnek, a király a palota kápolnájában letartóztatja Rohan bíborost. A bíróságon összeütközik a király akarata és az erősödő, elégedetlen polgárságé. A fenyegető államcsőd elkerülésére a király összehívja a rendi gyűlést. A kastélyban a királyi pár fogad több új képviselőt, köztük Robespierre-t és Lavoisier-t. Kávézás közben valamennyien egyetértenek, hogy az indulatokat féken kell tartani, hiszen egyikük sem akarja, hogy leüssék a fejét. (Végül valamennyiükét leütötték).

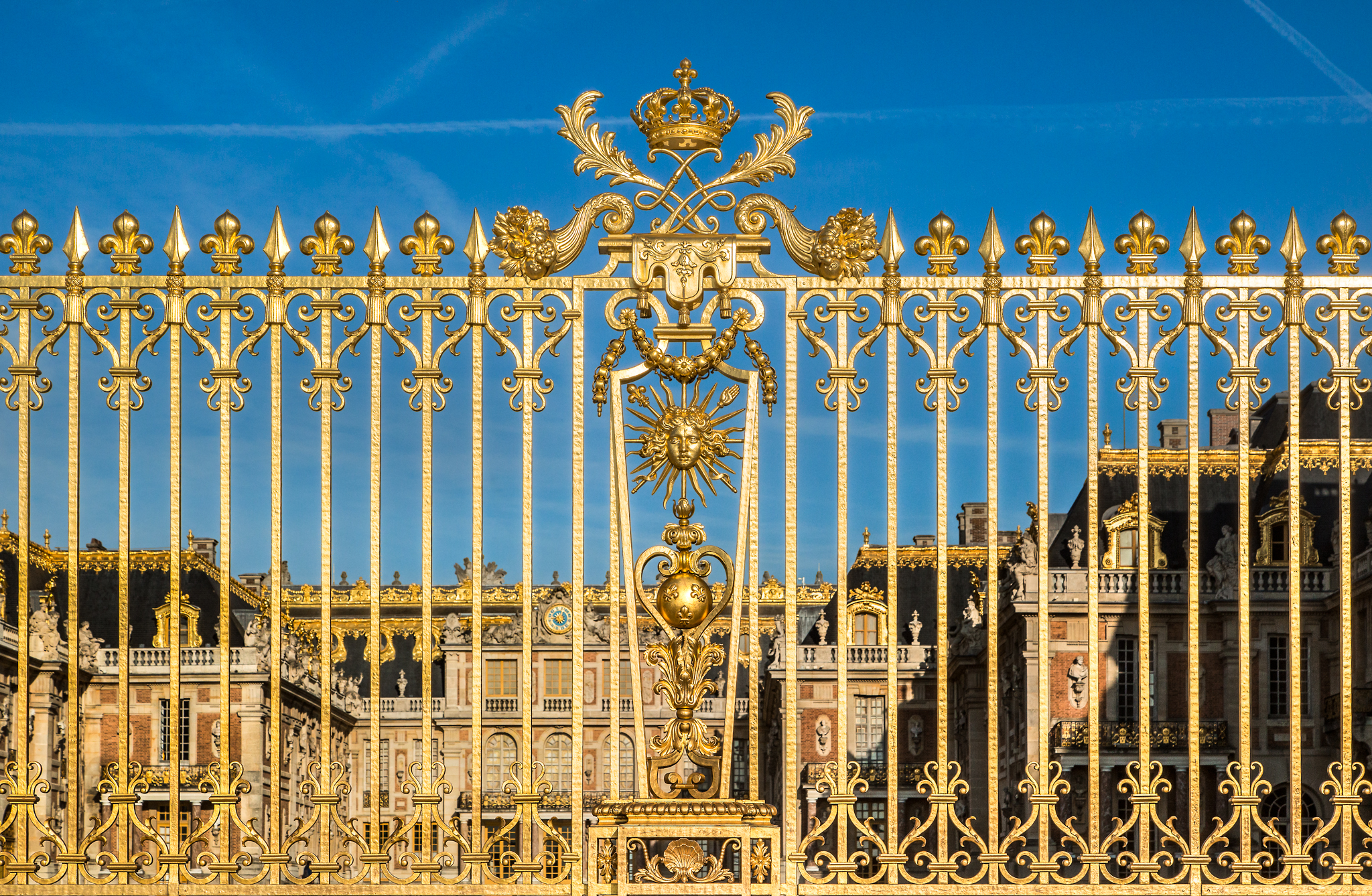
A kerítés, amelynek tetején Édith Piaf énekel

Kitörnek a zavargások, a párizsi csőcselék elfoglalja a versailles-i kastélyt, egy lázadó lány (Édith Piaf) létrára mászva a radikálisok Ah ! ça ira című dalát énekli, bár modern, szalonképessé szelídített szöveggel. Az ingatlant az új hatalom elkobozza, a bútorokat, ingóságokat nyilvános árverésen értékesítik. A francia érdeklődők zúgolódnak, drágállják a kikiáltási árakat, aztán még hangosabban méltatlankodnak, mert egy angol kereskedő mindent megvásárol. A következő zavaros évtizedekben a kastélyt nem használják. Napóleon császár meglátogatja az épületet, hosszasan időzik az egykori királyi hálószobában, de sohasem költözik ide. Végül az 1830-as forradalom után hatalomra kerülő „polgárkirály”, Lajos Fülöp rendeletében „Franciaország dicsőségének múzeumává” nyilvánítja.

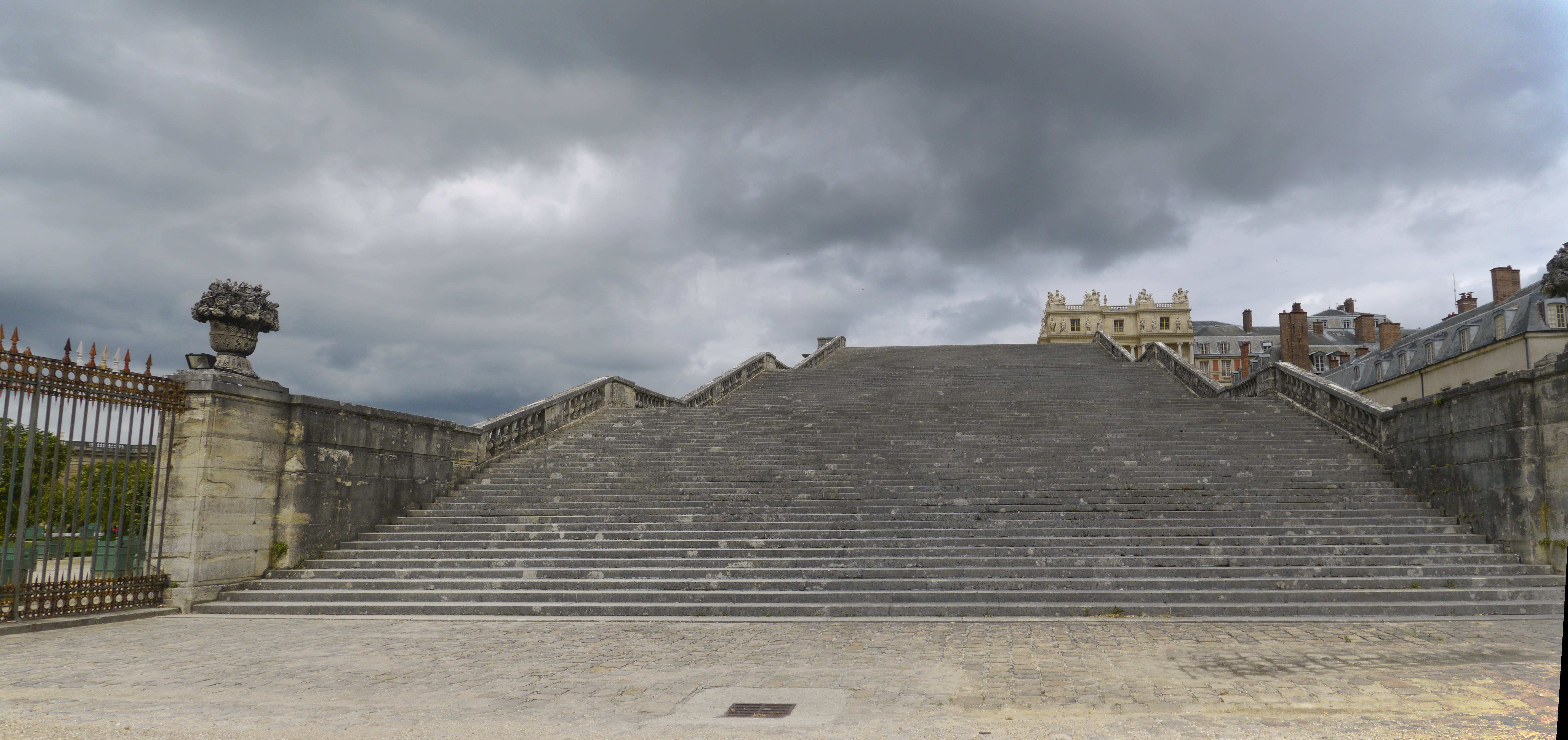
A kastélypark díszlépcsője

A következő jelenetekben a múzeumot látogató csoportokat és az őket kalauzoló múzeumőröket látjuk, a változó korszakok divatja szerinti öltözékekben. A 19-20. század fordulóján, a múzeumőr beküldi a látogatókat a tükörterembe, de ő maga kínt marad, nem akarván belépni oda, ahol 1871-ben „tudják, ugye, mi történt ott?”, célozva a Német Császárság kikiáltására. Utána Bourvil, a világháborúk utáni idők múzeumőre, lelkesen magyarázza, hogy úgy érzi, a kastélyban – amely ismét Franciaország dicsőségét hirdeti – ma is ott élnek a múlt évszázadok személyiségei. A záróképben, már a stáblista alatt valóban megelevenednek a letűnt idők szereplői: a kastélypark híres lépcsőin sorjában levonul az összes szereplő, az élen maga Sacha Guitry, mint XIV. Lajos. A sort a világháborús francia katonák zárják.

## Szereposztás
| Szerep                                                                   | Színész                                       | Megjegyzés                                   |
| ------------------------------------------------------------------------ | --------------------------------------------- | -------------------------------------------- |
| Narrátor (eredeti francia nyelven) Narrátor (angol nyelvű változatban)   | Sacha Guitry Orson Welles                     |                                              |
| IV. Henrik király                                                        | Gaston Rey                                    |                                              |
| a gyermek XIII. Lajos a felnőtt XIII. Lajos király                       | Claudy Chapeland Louis Arbessier              | (IV. Henrik fia)                             |
| versailles-i parasztember                                                | Yves Deniaud                                  |                                              |
| Richelieu bíboros                                                        | Maurice Tillier                               | (XIII. Lajos főminisztere)                   |
| Philibert Le Roy                                                         | Christian Casadesus                           | (XIII. Lajos építésze)                       |
| André Le Nôtre                                                           | Victor Vina                                   | (XIV. Lajos építésze)                        |
| Louis Le Vau                                                             | Jean-Louis Allibert                           | (XIV. Lajos építésze)                        |
| a gyermek XIV. Lajos az ifjú XIV. Lajos király az idős XIV. Lajos király | Dominique Viriot Georges Marchal Sacha Guitry | (XIII. Lajos fia, a Napkirály)               |
| Mazarin bíboros                                                          | Samson Fainsilber                             | (XIII. és XIV. Lajos főminisztere)           |
| Turenne marsall                                                          | Jean Chevrier                                 | (XIV. Lajos hadvezére)                       |
| Boufflers marsall                                                        | Jean Danet                                    | (XIV. Lajos hadvezére)                       |
| D’Artagnan                                                               | Gérard Philipe                                | (XIV. Lajos gárdatisztje)                    |
| Madame de Sévigné márkiné                                                | Jeanne Boitel                                 |                                              |
| Madame de Chalis                                                         | Nicole Courcel                                |                                              |
| Molière                                                                  | Fernand Gravey                                |                                              |
| Armande Béjart                                                           | Liliane Bert                                  | (Molière felesége)                           |
| Marie de Fontanges                                                       | Nicole Maurey                                 | (XIV. Lajos szeretője)                       |
| Louise de La Vallière                                                    | Giselle Pascal                                | (XIV. Lajos szeretője)                       |
| Madame de Montespan                                                      | Claudette Colbert                             | (XIV. Lajos szeretője)                       |
| Louis-Henri de Pardaillan, Montespan márki                               | Maurice Teynac                                | (Madame de Montespan férje)                  |
| Madame de Maintenon                                                      | Mary Marquet                                  | (XIV. Lajos szeretője, majd titkos felesége) |
| Catherine Deshayes „La Voisin”                                           | Pauline Carton                                | (méregkeverő nő)                             |
| Louis de Saint-Simon herceg                                              | Jacques François                              |                                              |
| François Fénelon érsek                                                   | Jean-Louis Barrault                           |                                              |
| Jean de La Fontaine                                                      | Georges Chamarat                              |                                              |
| Charmeroy hercege                                                        | Robert Hirsch                                 |                                              |
| François Michel Le Tellier de Louvois                                    | Jean Murat                                    | (XIV. Lajos hadügy- és államminisztere)      |
| Gabriel Nicolas de La Reynie                                             | Constant Rémy                                 | (XIV. Lajos rendőrminisztere)                |
| Jean-Baptiste Colbert                                                    | Jacques Varennes                              | (államtanácsosa, főügyésze)                  |
| Olympia Mancini, Soissons grófné                                         | Claude Nollier                                | (Mazarain unokahúga)                         |
| Philibert Gassot „Du Croisy”                                             | Jean Richard                                  | (Molière színésze, Tartuffe szerepében)      |
| Mária Terézia királyné                                                   | Jany Castel                                   | (XIV. Lajos felesége)                        |
| Anne de Noailles herceg                                                  | André Chanu                                   |                                              |
| Jules Hardouin-Mansart                                                   | Pierre Lord                                   | (XIV. Lajos főépítésze)                      |
| Robert de Cotte                                                          | Roger Vincent                                 | (építész, Mansart tanítványa)                |
| Nicolas Boileau                                                          | Gilles Quéant                                 | (költő, író)                                 |
| Jean Racine                                                              | Olivier Mathot                                | (drámaíró)                                   |
| Jean-Baptiste Massillon                                                  | André Reybaz                                  | (püspök, hitszónok)                          |
| Sébastien Le Prestre de Vauban                                           | Pierre Would                                  | (hadmérnök, erődépítő)                       |
| De Rosille kisasszony                                                    | Brigitte Bardot                               |                                              |
| Louison Chabray                                                          | Danièle Delorme                               |                                              |
| XV. Lajos király                                                         | Jean Marais                                   | (XIV. Lajos dédunokája)                      |
| Leszczyńska Mária királyné                                               | Tania Fédor                                   | (XV. Lajos felesége)                         |
| Madame de Pompadour                                                      | Micheline Presle                              | (XV. Lajos hivatalos szeretője)              |
| Montesquieu                                                              | Lucien Nat                                    | (filozófus)                                  |
| Voltaire                                                                 | Jacques de Féraudy                            | (filozófus)                                  |
| Jean le Rond d’Alembert                                                  | Roger Gaillard                                | (a felvilágosodás filozófusa)                |
| Jean-Jacques Rousseau                                                    | Gilbert Gil                                   | (a felvilágosodás filozófusa)                |
| Denis Diderot                                                            | Jean Lanier                                   | (a felvilágosodás filozófusa)                |
| Pierre de Marivaux                                                       | Jean Desailly                                 | (regény- és drámaíró)                        |
| Cagliostro                                                               | Gino Cervi                                    | (kalandor, szabadkőműves)                    |
| Jean-Honoré Fragonard                                                    | Roland Bourdin                                | (festőművész)                                |
| Jacques Damiens                                                          | Michel Auclair                                | (a merénylő Robert François Damiens fia)     |
| XVI. Lajos király                                                        | Gilbert Bokanowski                            | (XV. Lajos unokája)                          |
| Marie Antoinette királyné Nicole Legay kalaposlány                       | Lana Marconi                                  | (a királyné és hasonmása, a szélhámosnő)     |
| Savoyai Mária Lujza, Lamballe hercegné                                   | Marie Sabouret                                | (a királyné bizalmasa)                       |
| Axel de Fersen (von Fersen)                                              | Jean-Claude Pascal                            | (svéd gróf, Marie Antoinette bizalmasa)      |
| Jean-François Autier „Léonard”                                           | Alex Archambault                              | (Marie Anoinette fodrásza, parókakészítője)  |
| Benjamin Franklin                                                        | Orson Welles                                  | (a Egyesült Államok követe)                  |
| Charles Gravier de Vergennes                                             | Charles Vanel                                 | (diplomata, XVI. Lajos külügyminisztere)     |
| Beaumarchais                                                             | Bernard Dhéran                                | (drámaíró, diplomata)                        |
| Henriette Campan (Madame Campan)                                         | Renée Devillers                               | (Marie Antoinette társalkodónője)            |
| Louis de Rohan bíboros                                                   | Jean-Pierre Aumont                            | (Strasbourg hercegérseke)                    |
| Charles Auguste Boehmer ékszerész                                        | Jacques Morel                                 | (a nyakék-ügy károsultja)                    |
| Jeanne de Valois-Saint-Rémy, De La Motte grófné                          | Gaby Morlay                                   | (a nyakék-ügy főszereplője)                  |
| Nicolas de La Motte gróf                                                 | Jean-Jacques Delbo                            | (Jeanne férje, a nyakék-ügy szereplője)      |
| Marc Rétaux de Villette                                                  | Guy Tréjan                                    | (szélhámos, a nyakék-ügy szereplője)         |
| Antoine de Rivarol                                                       | Aimé Clariond                                 | (királypárti újságíró, közíró)               |
| Antoine Lavoisier                                                        | Louis Seigner                                 | (fizikus, feltaláló)                         |
| Maximilien de Robespierre                                                | Jacques Berthier                              | (képviselő, forradalmár. politikus)          |
| Antoine Fouquier-Tinville                                                | Paul Demange                                  | (forradalmár, ügyész, közvádló)              |
| Női lázadó                                                               | Édith Piaf                                    | (a Ah ! ça ira c. dalt énekli)               |
| Végrehajtó, árverező biztos                                              | Raymond Souplex                               |                                              |
| Angol vásárló                                                            | Howard Vernon                                 |                                              |
| Napoléon Bonaparte                                                       | Émile Drain                                   | (hadvezér, császár)                          |
| I. Lajos Fülöp király                                                    | Philippe Richard                              | (a „polgárkirály”)                           |
| Múzeumőrök a kastélyban                                                  | Jean Tissier, Pierre Larquey, Bourvil         |                                              |

## Gyártás
Sacha Guitry rendező egészen különleges látásmóddal, egyéni humorral a versailles-i kastélyban zajló, pillanatfelvétel-szerű epizódok során át mutatja be a Francia Királyság történelmének évszázadait, a királyi palota építésétől annak múzeummá alakításáig. A film tulajdonképpen nagyarányú, mozgó tablóképek sorozata. A felvételeket eredeti helyszínen, a versailles-i és a trianoni kastélyokban és a parkban vették fel. A nagyszámú epizódszerepet az 1950-es évek neves francia színpadi és filmsztárjai játszottak el.
A film készítésével egyidőben zajlott a francia állam nagyszabású kutatási projektje, amelynek keretében igyekeztek felderíteni és visszaszerezni a forradalom után széthordott, elkótyavetyélt, elveszett bútorokat és a kastély egyéb berendezési tárgyait, szőnyegeket, függönyöket, tükröket, csillárokat, műtárgyakat. A visszaszerzett tárgyakat részben állami és intézményi pénzügyi alapokból, részben közadakozásból kijavították, restaurálták és visszahelyezték a múzeumként működő kastélyba, hogy visszaadják annak régi fényét. Guitry filmje is segített ráirányítani a figyelmet erre az erőfeszítésre.

## Fogadtatás
Az egész estés játékfilm hatalmas sikert aratott Franciaországban és Nyugat-Európában. Csak Franciaországban közel hétmillió fizető néző látta, a film felkerült Franciaország 100 legnagyobb kasszasikerét hozó mozifilmjének listájára.
A siker arra ösztönözte a rendezőt, hogy a következő évben, 1955-ben hasonló filmes eszközökkel újabb egész estés történelmi játékfilmet készítsen Párizs város történelméről, a középkortól az 1950-es éveikig. Az azonos történelmi személyeket mindkét filmben ugyanazok a színészek játsszák. Az 1956-ban bemutatott Párizs-film eredeti francia címe „Si Paris nous était conté…” lett. Címe magyarul kb.: „Ha Párizs mesélni tudna…” Magyarországi bemutatójáról, hivatalos magyar címéről nincs információ.
2003. december 15-én a felújított film megjelent DVD-n is.